# Аделаидский университет
Аделаидский университет, или Университе́т Аделаи́ды, — государственный университет Австралии, один из старейших в стране, основанный в 1874 году. Основной кампус расположен в центре Аделаиды (Южная Австралия). Член Группы восьми и Песчаниковых университетов.

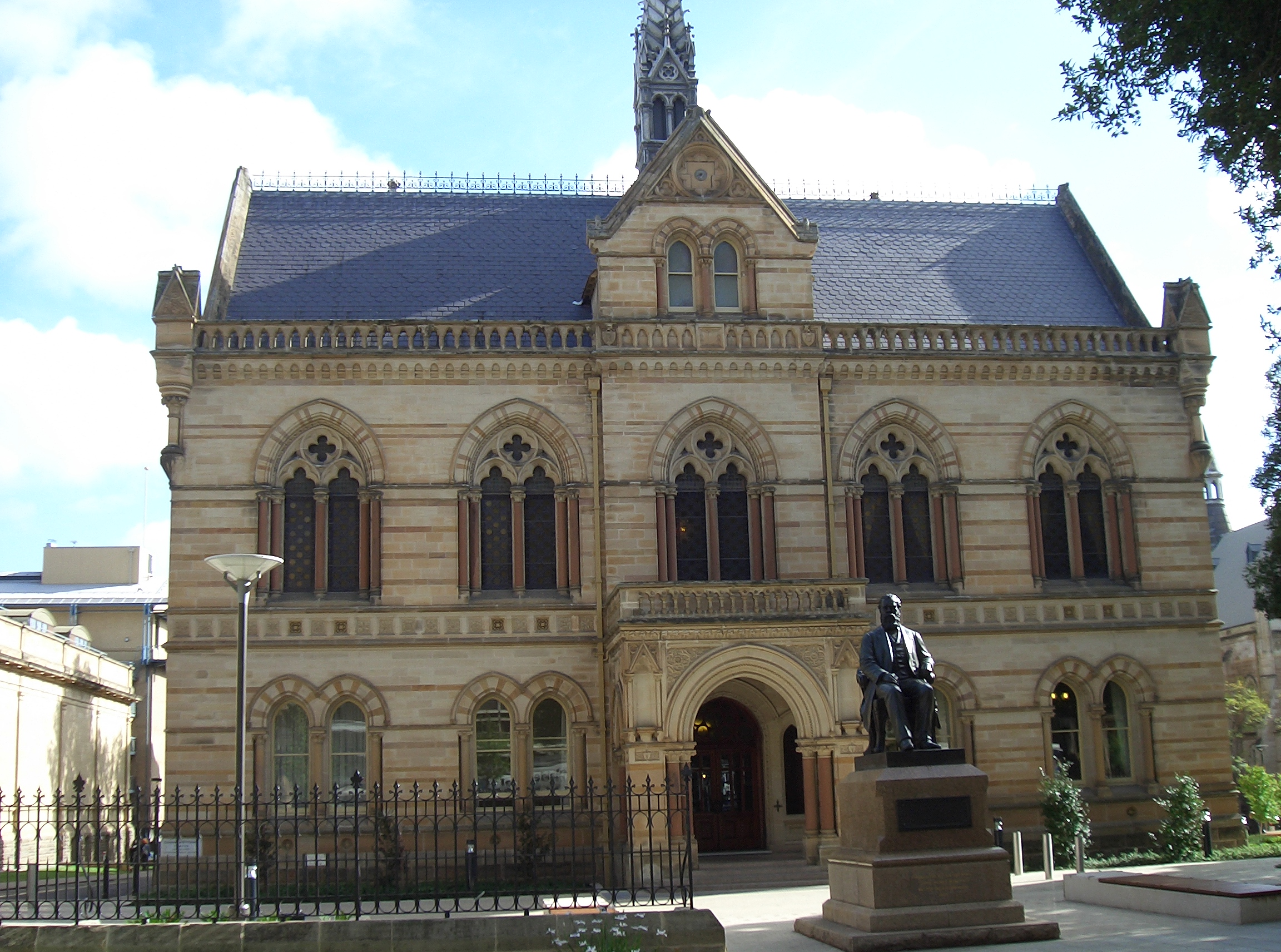
Аделаидский университет. Здание Митчелла.

Среди выпускников университета — три Нобелевских лауреата: У. Л. Брэгг (физик, лауреат Нобелевской премии по физике 1915 года), Х. У. Флори (фармаколог, лауреат Нобелевской премии по физиологии и медицине 1945 года) и У. Робин (патолог, лауреат Нобелевской премии по физиологии и медицине 2005 года).
В университете преподавал Джон Максвелл Кутзее — первый писатель, дважды удостоившийся Букеровской премии (в 1983 году за роман «Жизнь и время Михаэла К.» и в 1999 году за роман «Бесчестье»), и лингвист, лауреат Нобелевской премии по литературе 2003 года Гилад Цукерман.